# Emilian Bratu
Emilian Bratu (n. 8 august 1904, București, d. 30 martie 1991, București) a fost un inginer chimist român, membru titular al Academiei Române (1974). Profesorul Emilian Bratu a fost fondatorul primei școli de inginerie chimică din România.

## Biografie
Emilian Bratu s-a născut la 8 august 1904 în București, unde părinții săi, intelectuali transilvăneni, se stabiliseră înainte de 1900. 

### Educația
Primele 4 clase de liceu le-a urmat la Sf. Sava, apoi, din cauză că liceul nu avea clase de real, s-a mutat la liceul Gheorghe Lazăr pentru următorii 3 ani și apoi la Matei Basarab unde va continua clasa a VIII-a și va susține bacalaureatul. 
Între anii 1922 – 1923 a satisfăcut ca voluntar T. T. R. serviciul militar la Școala militară de geniu din București. 
Își continuă studiile la Școala Politehnică din București (1922 - 1927), secția industrială, pe care a absolvit-o în toamna anului 1927 cu mențiunea “foarte bine”. Figura reprezentativă a învățământului tehnologic chimic în Școala Politehnică din acea perioadă era Profesorul Dr. Ing. Paul Staehelin, de origine elvețiană care, așa cum avea să-și amintească peste ani fostul său discipol Emilian Bratu, avea o excepțională pregătire teoretică și tehnico-inginerească în industria chimică, inclusiv privind fazele grele ale unei creații industriale (proiectarea și punerea în funcțiune), dovedită prin finalizarea unor proiecte importante și din industria românească a timpului.
La recomandarea profesorului  Staehelin urmează o specializare în chimie fizică și electrochimie la Școala Politehnică din Viena (1928).
În vara anului 1928 revine la Școala Politehnică din București ca asistent la disciplina Tehnologie Chimică și Electrochimie, condusă de Profesorul Staehelin, post pe care îl ocupă până în anul 1941, realizând lucrări de laborator și de cercetare, în special în domeniul condiționării apelor potabile și industriale și al depoluării apelor reziduale.
Continuă specializarea în domeniul pirolizei metanului la Școala Politehnică din Karlsruhe (1929), în laboratorul lui Carl Engler. În 1930 lucrează în atelierul lui Andreas Hofer din Mülheim asimilând tehnica presiunilor înalte. În același an lucrează și în laboratorul de Electrochimie condus de profesorul K. Arndt la Școala Politehnică din Berlin – Charlotenburg.
În vara anului 1931 începe, sub îndrumarea profesorului Emil Abel și a Docentului Otto Redlich de la Insitutul de Chimie fizică al Școlii Politehnice din Viena, o lucrare experimentală de măsurare cu mare precizie a forțelor electromotoare pentru  lanțuri electrochimice interesante din punct de vedere termodinamic.

### Teza de doctorat - Disociația electrolitică a apei grele
Între anii 1932 și 1935, în timpul vacantelor și al concediilor de studii,  tot la Viena și cu aceeași îndrumare, pregătește teza de doctorat cu titlul “Űber die elektrolytische dissoziation des schweren wassers” (“Prepararea izotopului greu al hidrogenului și determinarea constantei de disociere a apei grele”). Examenul («rigurosum») de doctor îl promovează la 28 octombrie 1935, iar în martie 1936 obține diploma de Doctor în Științe Tehnice. Lucrarea are în străinătate un deosebit răsunet fiind menționată în cunoscuta Enciclopedie Landolt-Börnstein.

## Activitatea didactică și de cercetare
Timp de doi ani (1939-1940) își desăvârșește pregătirea practică la Uzina Malaxa București unde are în sarcină proiectarea, utilarea, organizarea și conducerea institutului de cercetare al uzinei.
Profesorul Emilian Bratu a fost creatorul și îndrumătorul primei școli de Inginerie Chimică din România. Numit conferențiar, în 1940 i se încredințează cursul de “Fizica industrială”, curs transformat în anul următor, la propunerea sa, în cel de “Aparate și instalații  utilizate în industria chimică”. Este de remarcat, că în puține țări europene se preda, la acea epocă, un asemenea curs. 
În perioada 1928–1941, activitatea de cercetare a profesorului Bratu este axată pe elaborarea unor metode de analiză a gazelor industriale și a unor procedee de epurare a apelor reziduale.
În 1941 apare un “Ghid de laborator pentru lucrări practice de Chimie Industrială” pentru care Profesorul Bratu primește premiul “Gh. Lazăr” al Academiei Române (1942), lucrare caracterizată prin concizie, sistematizare și claritate deosebite, având și elemente de originalitate.
Între anii 1944-1947 predă cursul “Aparate și Instalații în Industriile Alimentare” la Facultatea de Agronomie din București, demonstrându-se astfel că noțiunile fundamentale și metodele Ingineriei Chimice sunt comune tuturor industriilor de proces. 
În 1948 devine profesor suplinitor, fiind titularizat în 1951 și atestat în 1955. 
În 1951 profesorul Bratu publică, prin Institutul de Documentare Tehnică, manualul “Coroziune în Industria Chimică”. 
În 1953 primește Premiul de Stat și editează “Manualul Inginerului Chimist”, vol. III, iar în 1954 vol. IV, contribuind cu 12 capitole referitoare la bazele Ingineriei Chimice și la operațiile unitare din Industria Chimică. 
Între 1954–1957, la litografia Ministerului Învățământului și Culturii, scoate manualul “Procedee și Aparate în Industria Chimică” în 4 volume care, ulterior, sunt reunite și tipărite la Editura Tehnică în 2 volume, I – 1961 și II – 1962, sub titlul: ”Operații și Utilaje în Industria Chimică”, manual de referință pentru studiul Ingineriei Chimice la toate facultățile de Chimie Industrială  din țară, fiind premiat de Ministerul Educației și Învățământului.
O a doua ediție a cursului revizuit  va apărea în 1969 (vol. I) și în 1970 (vol. II), ca ultima ediție să apară în 1984 (vol. I, vol. II) și în 1985 (vol. III), sub denumirea ”Operații Unitare în Ingineria Chimică”. Acest manual este utilizat și de actualii studenți de la Facultatea de Chimie Industrială și constituie încă o sursă de referințe.
Timp de peste 30 de ani profesorul Emilian Bratu a fost șeful catedrei de Inginerie Chimică la I.P.B., a fost, în mai multe rânduri, decanul facultății de Chimie Industrială de la I.P.B. și a condus, inclusiv după 1974, anul pensionării, peste 30 de doctorate. 
Pentru merite științifice deosebite profesorul Emilian Bratu a fost ales în 1963 membru corespondent al Academiei Române, iar în 1974-membru titular. În perioada 1977-1990 este președinte al Secției de Științe Chimice din prestigioasa instituție. Contribuțiile sale științifice fundamentale au rămas repere pentru progresul științei în România.
Recunoașterea dobândită, exclusiv ca urmare a activității sale științifice, s-a manifestat de-a lungul timpului atât prin diferitele și importantele atribuții deținute (șef de sector în cadrul ICECHIM, consilier în Ministerul Chimiei, coordonator a două volume din prima ediție a Manualului Inginerului Chimist, decan al facultății, conducător de doctorat, membru corespondent al Academiei Române (1963) și membru titular al acestei prestigioase instituții (1974), președinte al Secției de Chimie a Academiei Române, membru în colegiile de redacție ale Revistei de Chimie și Revue Roumaine de Chimie), cât și prin distincțiile conferite în acea vreme (Premiul de Stat, Ordinul Muncii, Meritul Științific, Profesor Universitar Emerit).

## Colaborarea cu profesorul Costin Nenițescu
Emilian Bratu și Costin Nenițescu au fost doi profesori de elită ai Facultății de Chimie Industrială. Cei doi savanți au fost buni prieteni care s-au respectat profund pe parcursul întregii vieți. Ambii, de formație germană, au intuit de timpuriu necesitatea introducerii în România a disciplinei de Inginerie Chimică în învățământul politehnic superior, pornind de la perspectivele externe favorabile ale dezvoltării unei industrii chimice bazate pe rezervele de materii prime autohtone. Au luptat împreună pentru afirmarea chimiei în Politehnică, lor datorându-li-se, în cea mai mare măsură, introducerea în 1938 a denumirii de "Chimie industrială" pentru facultatea din Politehnică. 
Astfel, în anii 1940 – 1950, Prof. C. D. Nenițescu a sprijinit strădania Prof. Em. A. Bratu pentru înființarea și consolidarea, la București, a Catedrei de Procedee și Aparate, devenită ulterior Catedra de Inginerie Chimică, fiind prima catedră de acest fel din țară și printre primele din Europa. Pe de altă parte, în primii ani ai deceniului cinci, Prof. Em. A. Bratu a răspuns solicitării prof. C. D. Nenițescu de a ține o prelegere privind progresele ingineriei chimice, în special în domeniul aplicării criteriilor de similitudine în domeniul reacțiilor chimice, în fața colectivului didactic și a colaboratorilor în cercetare în domeniul Chimiei Organice, conferință care s-a bucurat de un deosebit interes.

## Contribuții științifice
Activitatea științifică a profesorului Emilian Bratu se extinde pe mai multe domenii: chimie analitică, în prima fază, tehnologie și inginerie chimică.
Lucrările din domeniul fizico-chimiei apei grele își conservă actualitatea, constanta de disociere figurând în culegerile internaționale de date. Din același domeniu fac parte și lucrările referitoare la coeficienții de activitate ai gazelor, elaborarea unor ecuații generale pentru presiunea vaporilor saturați și a echilibrului în sisteme lichid-vapori.
Cercetările referitoare la epurarea apelor reziduale, fabricarea unor compuși chimici, ca și analiza unor gaze au un caracter tehnologic.
Opera științifică a profesorului Emilian Bratu este axată pe problematica majoră a ingineriei chimice. Separarea toluenului din benzină prin distilare azeotropă cu metil-etil-cetonă, printre lucrările incipiente ale noului domeniu, s-a bucurat de aprecieri unanime și a fost recunoscută oficial prin acordarea Premiului de Stat. Emilian Bratu și-a legat numele de studii erudite consacrate elucidării mecanismelor unor operații unitare și a metodelor de calcul a unor mărimi utile în activitatea de proiectare a utilajelor industriale. Din numeroasele realizări se pot aminti: determinarea refluxului optim al coloanelor de rectificare, dimensionarea schimbătoarelor de căldură spirale, tehnica pentru măsurarea structurii stratului fluidizat, studiul transferului de căldură și de masă la evaporarea picăturilor în mediu gazos ș.a.
O mențiune trebuie făcută în legătură cu activitatea științifică din ultimele decenii de activitate. În această perioadă profesorul Emilian Bratu a inițializat și realizat, împreună cu doctoranzii săi, un număr apreciabil de cercetări privind intensificarea fenomenelor de transfer de masă și căldură, în scopul creșterii performanțelor utilajelor industriale. Tehnicile de intensificare sunt bazate pe pulsarea fazelor fluide sau vibrarea unor părți din structura utilajelor. Rezultatele investigațiilor sunt sintetizate în câteva zeci de articole publicate în reviste de specialitate și sub formă de comunicări prezentate la manifestări științifice naționale și internaționale. Nu pot fi trecute cu vederea valoroasele sale contribuții în domeniul intensificării operației de absorbție în coloane pulsate, creșterea capacității de separare a coloanelor de rectificare cu umpluturi vibrate, intensificarea proceselor în strat vibrofluidizat, creșterea vitezei de evaporare a picăturilor într-un gaz pulsat ș.a.

## Lucrări publicate și comunicări

### Perioada 1928 – 1940
- Em. Bratu, P. Staehelin, Electrochimia și electrometalurgia în România, Buletinul Soc. Politehnice nr. 11 (1931)
- Em. Bratu, E. Abel, O. Redlich, Die elektrolytische Dissoziation des schweren Wassers; vorläufige Mitttelung, Zeitschrift für physikalische Chemie, 170, 153 (1934)
- Em. Bratu, Izotopul greu al hidrogenului. Apa grea, Buletinul Soc. Politehnice nr. 2 (1934)
- Em. Bratu, E. Abel, O. Redlich, Die elektrolytische Dissoziation des schweren Wassers, Zeitschrift für physikalische Chemie, 173, 353 (1935)
- Em. Bratu, Industria Chimică, Enciclopedia României, vol. III, 1938
- Em. Bratu, Méthode au pentoxyde d´iode pour la détermination de l´oxyde de carbone en faibles concentrations,   Bulletin de mathématique et de physique VIII (1938)
- Em. Bratu, P. Staehelin, Procedeu și aparatură pentru epurarea apei cu fosfați, pentru îndepărtarea durității, ferului, manganului și oxigenului, brevet german nr. 58203 IVb/85 b
- Em. Bratu,  Ghid de laborator pentru lucrările practice de chimie tehnologică, Monitorul oficial (1941) lucrare distinsă de Academia Română cu premiul  „Gheorghe Lazăr” în 1942.

### Perioada 1942 – 1948
- Em. Bratu, Die Aktivitätskoeffizienten der Gase, Mitteilungen der Technischen Hochschule Bukarest XIII, 346 (1942)
- Em. Bratu, Grafic pentru calculul tehnic, Revistele tehnice AGIR – Chimie, nr. 2 (1947)
- Em. Bratu, Une équation générale pour la pression des vapeurs saturantes Buletinul Institutului Național de Cercetări tehnologice, II, 36 (1947)
- Em. Bratu, Th. Piatkowski, P. Teodorescu, Méthode directe pour la fabrication du jaune de chrome à partir de la chromite, Buletinul Institutului național de cercetări tehnologice, II, 50 (1947)
- Em. Bratu, Th. Piatkowski, V. Bezazian, Extragerea cuprului din resturile de la arderea piritei, Buletinul Institutului național de cercetări tehnologice, II, 43 (1947)

### Perioada 1948 – 1973
- Em. Bratu, I. Rășenescu, Benzen și toluen din benzină prin distilare azeotropică, Revista de chimie ASIT, II 54, (1948)

„ - Manualul inginerului chimist vol. III și IV (1953 - 1954) Coordonator pentru întreaga lucrare și autor a 12 articole
- Em. Bratu, Curs de procedee și aparate în industria chimică, 4 volume, litografiat  la Ministerul învățământului și culturii (1954 – 1957)
- Em. Bratu, Echilibrul lichid – vapori al sistemelor binare. Ecuație pentru coeficienții de activitate, Buletinul I.P.B. (1956)
- Em. Bratu, Calculul schimbătoarelor de căldură spirale, Sesiunea de comunicări I.P.B.(1958)
- Em. Bratu,  Grafic pentru calculul funcțiilor de forma aαbβcγ…/mμnνpπ, Revista de chimie nr. 4 (1959)
- Em. Bratu, O. Floarea, Separarea prin licuație a paranitroclorbenzenului din amestecul de la nitrare, Sesiunea de comunicari stiintifice a IPB (1959)
- Em. Bratu, Operații și utilaje în industria chimică, vol I și II, Ed. Tehnică, București (1960 – 1961)
- Em. Bratu, Similitudine, Revista de chimie, 12, nr. 4, 195 (1961)
- Em. Bratu, Sur le reflux optimum dans les colonnes de réctification , Revue de chimie, VII, nr.2, 699 (1962)
- Em. Bratu, Ingineria chimică, Revista de chimie, 15, nr. 8, 514 (1964)
- Em. Bratu,G. Atanasiu, Rectificarea azeotrop – extractivă (AZEX), Conferința Națională de Chimie, Timișoara, (1966)
- Em. Bratu, Em. Danciu, Date experimentale și corelarea lor pentru echilibrul izobar lichid – vapori la sistemul propenoxid, aldehidă propionică și cetonă, Revista de Chimie, 26, 12, 1007 (1975)
- Em. Bratu, Gheorghița Jinescu, E. Ruckenstein, Circulația solidului și amestecarea particulelor solide în stratul fluidizat, Sesiunea științifică a I.P.B. (1968)
- Em. Bratu, A. Dimian, O. Floarea, R. Mihail, Transfer de masă și căldură la evaporarea picăturilor în mediu gazos, Revista de chimie 20, nr. 7, 423 (1969)
- Em. Bratu, L. Baraf, La puissance nécessaire pour mélanger en utilisant les agitateurs de type à rame,  Revue roumaine de chimie, 14, nr. 11, 1445 (1969)
- Em. Bratu, Operații și utilaje în industria chimică, vol I și II, ediția a II-a , Ed. Tehnică, București (1969 – 1970)
- Em. Bratu, Gheorghița Jinescu, E. Ruckenstein, Couche fluidisée vibrée, Congresul XXXIV de chimie industrială de la Warșovia, (1964)
- Em. Bratu, Fr. Gothard, Procedeu de separare a componenților amestecurilor prin rectificare în coloane cu umplutură de mare eficacitate, Brevet de invenție 48049 (1966)
- Em. Bratu, Z. Tudose, L'absorbtion dans les colonnes pulsées, Revue roumaine de chimie, 11, 5 (1966)
- Em. Bratu, Fr. Gothard, Eficacitatea coloanelor de rectificare cu umplutură, vibrate, Revista de chimie, 18, 11, (1967)
- Em Bratu, Intensificarea proceselor de transfer, Conferința republicană de chimie fizică, generală și aplicată, București (1968)
- Em. Bratu, Fr. Gothard, Transferul de masă lichid – vapori la coloane cu pereți udați sub influența vibrațiilor, Conferința republicană de chimie fizică, generală și aplicată, București (1968)

## Distincții
- titlul de Profesor universitar emerit al Republicii Socialiste România (26 iunie 1969) „în semn de prețuire a personalului didactic pentru activitatea meritorie în domeniul instruirii și educării elevilor și studenților și a contribuției aduse la dezvoltarea învățămîntului și culturii din patria noastră”[1]